# Downtown San Diego
Downtown San Diego, aussi connu comme Centre City, désigne le centre-ville de San Diego, en Californie. Il s'agit du quartier d'affaires de comté de San Diego.

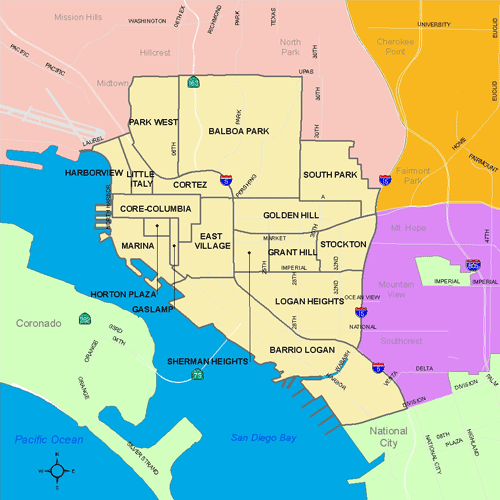
Downtown San Diego

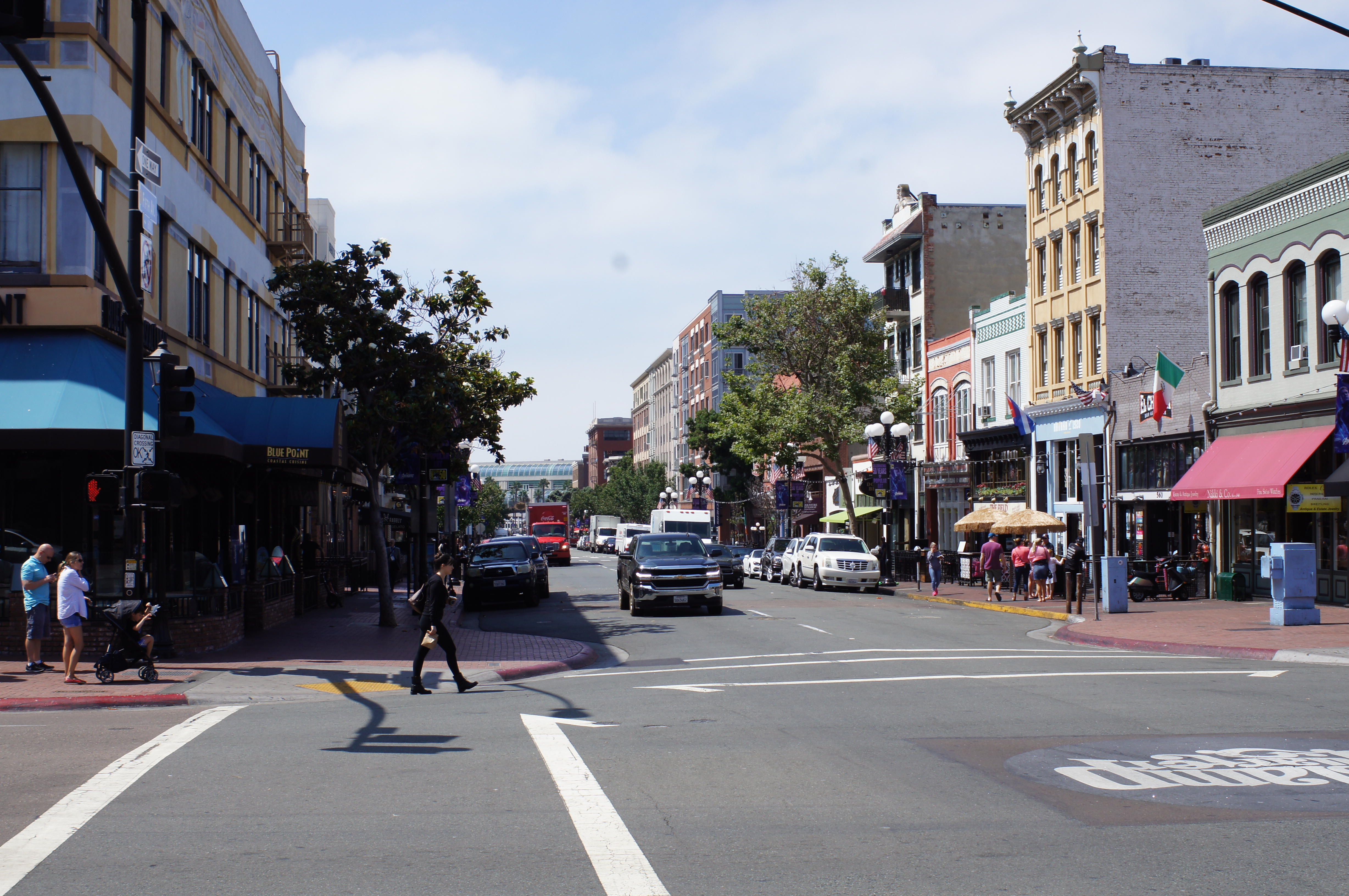
Le centre-ville de San Diego

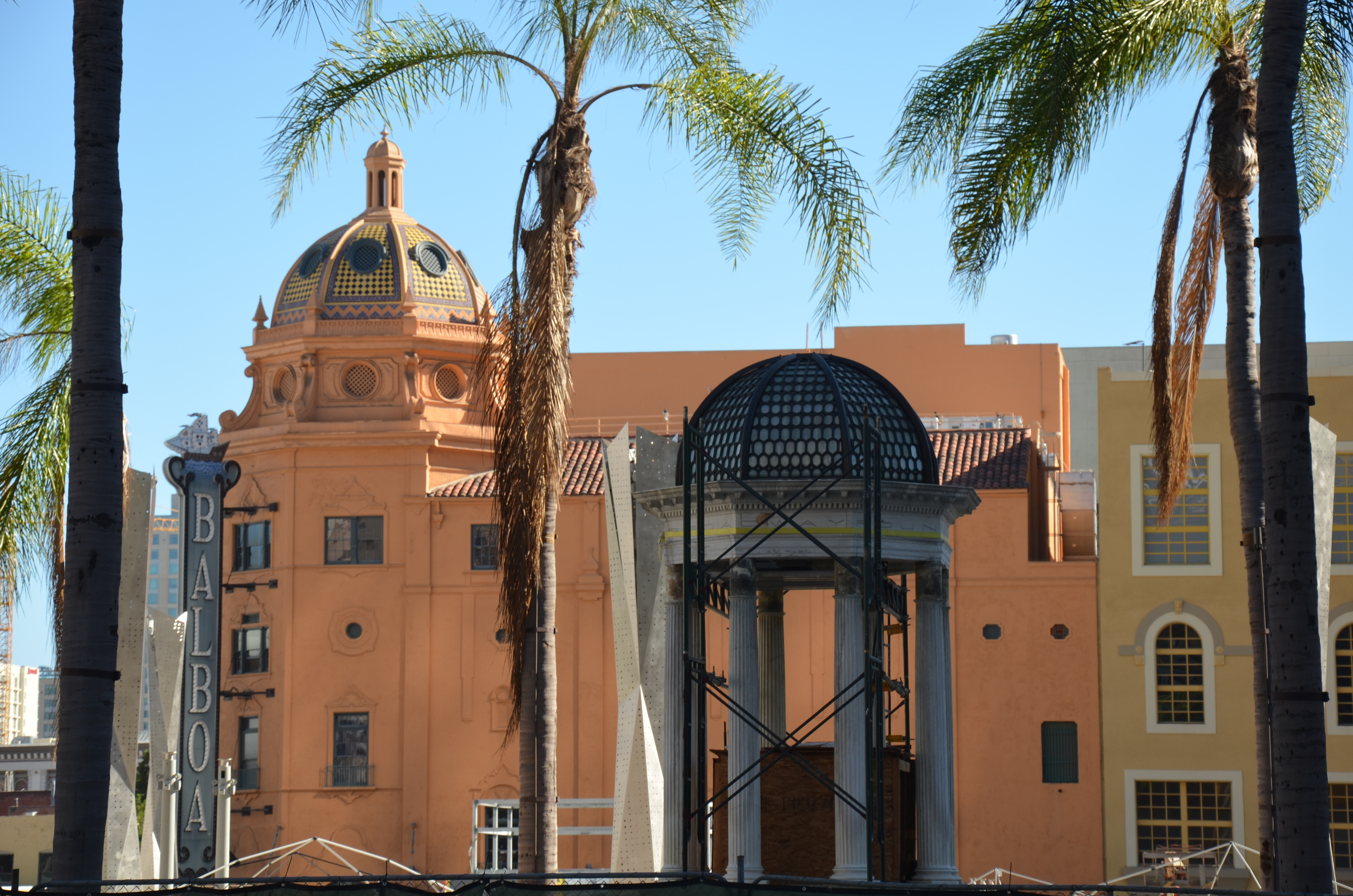
Autre vue du centre-ville (2015). Photo Roman Eugeniusz